# Salsjön, Ångermanland
Salsjön är en sjö i Sollefteå kommun i Ångermanland och ingår i Ångermanälvens huvudavrinningsområde. Sjön har en area på 0,329 kvadratkilometer och ligger 203,9 meter över havet. Sjön avvattnas av vattendraget Gröningsån.

## Delavrinningsområde
Salsjön ingår i det delavrinningsområde (703051-154861) som SMHI kallar för Utloppet av Salsjön. Medelhöjden är 265 meter över havet och ytan är 5,59 kvadratkilometer. Det finns ett avrinningsområde uppströms, och räknas det in blir den ackumulerade arean 30,33 kvadratkilometer. Gröningsån som avvattnar avrinningsområdet har biflödesordning 3, vilket innebär att vattnet flödar genom totalt 3 vattendrag innan det når havet efter 97 kilometer. Avrinningsområdet består mestadels av skog (91 procent). Avrinningsområdet har 0,33 kvadratkilometer vattenytor vilket ger det en sjöprocent på 5,9 procent.